# Liyeplimal
 (avril 2022).
 (avril 2022).
Liyeplimal (la pauvreté est finie en langue bassa du Cameroun) est un ensemble de plans d'investissements et rémunérations associés et libellés dans une monnaie appelée Limo, ou encore Limo Dollar, qui sert comme unité d'échange entre souscripteurs. Ces plans sont proposés par GIT, la société créée par Émile Parfait Simb,.

## Histoire
Le Liyeplimal est un système de vente multiniveaux où des packs sont acquis par parrainage,,. Sur demande, les souscripteurs de Liyeplimal peuvent disposer de leurs fonds via une carte Visa UBA prépayée.
Sur le site de la banque UBA, dans le rapport numéro 6 de mars 2020, Global Investment Tradig est le client du mois et il est noté au sujet de son produit far [sic] :   

« Notre produit far [sic] : LIYEPLIMAL. 
En tant que trader, nous sommes aptes a [sic] faire un minimum de 1,5 % par jours [sic] dans les marchés Crypto-boursiers, ce qui vaut plus de 400 % a l'année. Nous dupliquons donc ce savoir et formons les jeunes à faire pareil via la Liyeplimal Trading Academy »

En 2019, Liyeplimal renouvelle les membres de son conseil d'administration. En février 2022, Emile Parfait Simb annonce la suspension des retraits et le passage à la version 2.0.

## Polémiques
En mi-2021, les retraits par carte bleue prépayée sont suspendus.
En février 2022, le système est dénoncé par des influenceurs tels Philippe Simo, comme étant une pyramide de Ponzi. Certains titres de presse annoncent la faillite du système ; ce qui oblique le CEO de GIT, propriétaire et promoteur de la crypto monnaie, à se rendre sur un plateau de télévision au Cameroun et à y donner des explications. Les souscripteurs ne pouvant plus faire des retraits au moyen des cartes prépayées comme auparavant.
Binance dément toute collaboration avec Liyeplimal,.
Emile parfait Simb aurait investi une partie des fonds détournés dans l'achat d'un avion qui devait être le fleuron de la flotte SIMB Airlines. L'avion est cloué au sol à Bangui depuis janvier 2022 et ne peut être revendu dans l'état. Emile Parfait Simb pourrait bénéficier d'un passeport diplomatique centrafricain lui permettant de ne pas être arrêté au Cameroun.